# 'O rre d'e magliare/Sparate brigadiè
'O rre d'e magliare/Sparate brigadiè, pubblicato nel 1975, è un singolo del cantante italiano Mario Trevi.

## Storia
Il disco contiene due brani inediti di Mario Trevi. I brani rientrano nei generi cosiddetti di giacca e di cronaca, ritornati in voga a Napoli durante gli anni settanta, che faranno rinascere il genere teatrale della Sceneggiata. Nel 1975, scritta da Francesco Martinelli, Mario Trevi porterà in teatro la sceneggiata 'O rre d'e magliare, ispirata dal brano omonimo.

## Tracce
Lato A
- 'O rre d'e magliare (Palumbo-Colucci)

Lato B
- Sparate brigadiè (Moxedano-Iglio)

## Incisioni
Il singolo fu inciso su 45 giri, con marchio Presence (PLP 5096).
Direzione arrangiamenti: M° Tony Iglio.